# Howard Wallace Pollock

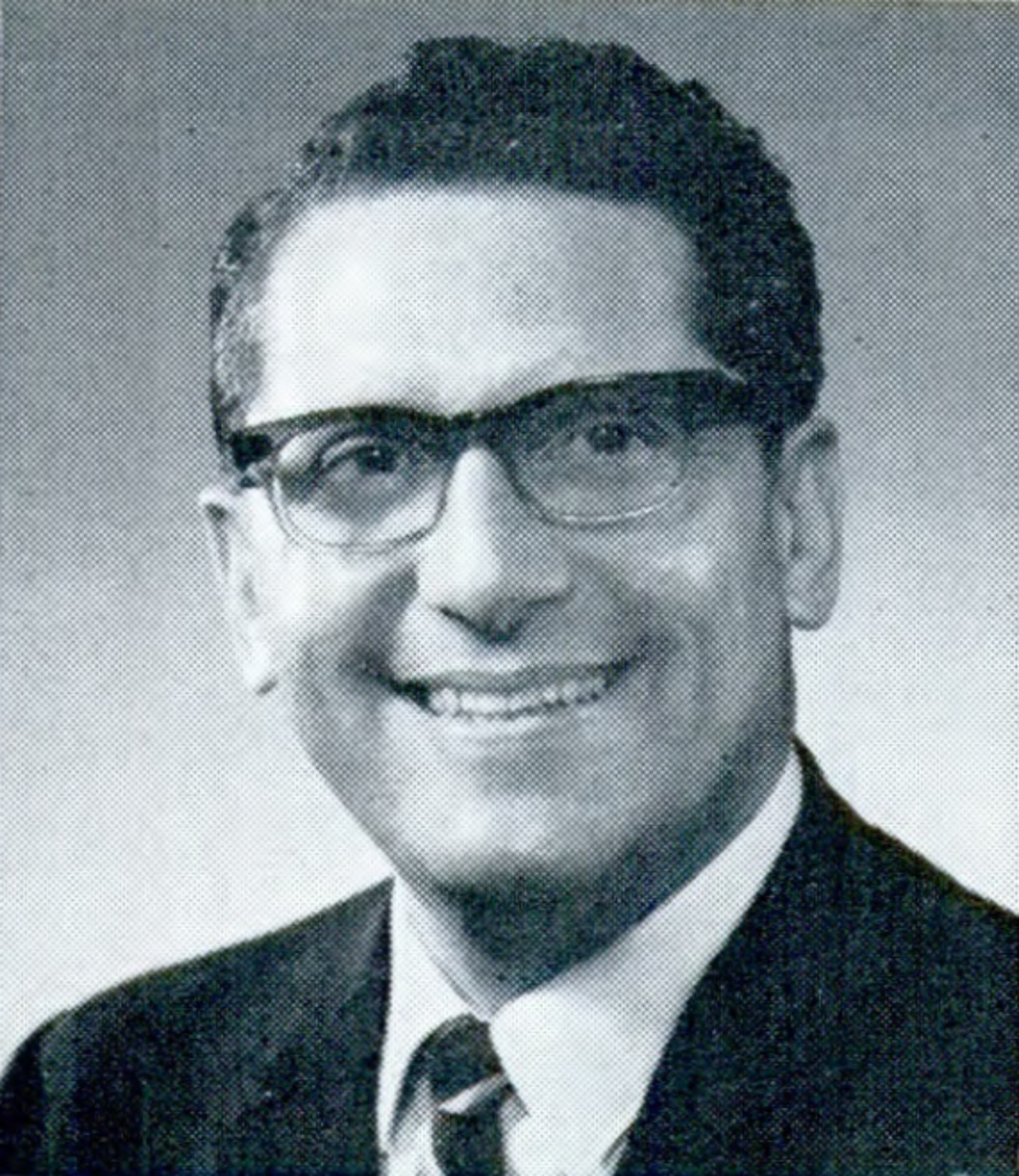
Howard Wallace Pollock (1969)

Howard Wallace Pollock (* 11. April 1920 in Chicago, Illinois; † 9. Januar 2011 in Coronado, Kalifornien) war ein US-amerikanischer Politiker. Zwischen 1967 und 1971 vertrat er den Bundesstaat Alaska im US-Repräsentantenhaus.

## Frühe Jahre
Von 1935 bis 1939 besuchte Howard Pollock die Perkinston High School in Perkinston (Mississippi) und danach bis 1941 das Junior College in derselben Stadt. Während des Zweiten Weltkrieges diente er von 1941 bis 1946 in der US-Marine. Nach dem Krieg studierte Pollock zunächst in Santa Clara und dann bis 1955 an der University of Houston Jura. Nach seiner Zulassung als Rechtsanwalt begann er in diesem Beruf zu arbeiten. Im Jahr 1960 studierte er noch Wirtschaftsmanagement am Massachusetts Institute of Technology (MIT) in Cambridge.

## Geschäftlicher und politischer Aufstieg
Pollock stieg in der Geschäftswelt schnell auf. Er wurde Präsident der Alaska Gold and Other Products Inc. sowie der Falcon Alaska Oil Company. Außerdem war er Vorstandsvorsitzender der Alaskan Seafood Inc. Politisch wurde Pollock Mitglied der Republikanischen Partei. Von 1953 bis 1955 war er Abgeordneter im Repräsentantenhaus des Alaska-Territoriums. Zwischen 1961 und 1963 sowie von 1965 bis 1966 gehörte er dem Senat von Alaska an. Von 1960 bis 1966 war er auch im Vorstand seiner Partei in Alaska.

## Kongressabgeordneter
Bei den Kongresswahlen des Jahres 1966 wurde Pollock mit 51,6 % der Stimmen gegen Amtsinhaber Ralph Julian Rivers als Abgeordneter in das US-Repräsentantenhaus gewählt. Im Jahr 1968 wurde er mit 54,2 % der Stimmen gegen seinen späteren Nachfolger Nick Begich (45,8 %) bestätigt. Damit konnte er den Staat Alaska zwischen dem 3. Januar 1967 und dem 3. Januar 1971 im Kongress vertreten. Im Jahr 1970 verzichtete er auf eine erneute Kandidatur. Stattdessen bewarb er sich erfolglos für das Amt des Gouverneurs von Alaska.
In den Jahren 1971 bis 1983 arbeitete Howard Pollock für die National Oceanic and Atmospheric Administration. Außerdem war er Delegierter bei der Seerechtskonferenz der Vereinten Nationen. Seit 1998 lebte er in Arlington (Virginia).